# JVC
JVC (Japan Victor Company Ltd.) (яп. 日本ビクター株式会社, Nihon Bikutā kabushiki gaisha) е японска компания, основана през 1927 г., занимаваща се с производство на битова, аудио и видео техника, софтуер и медийни продукти. Тя става известна в средата на 50-те години на миналия век, когато пуска първия масово произвеждан телевизор на японския пазар. През 1976 г. тя разработва форма̀та за видеозапис VHS. Седалището ѝ е в Йокохама. Общата численост на персонала е 34,5 хиляди души (2005 г.). Приходите през фискалната 2004 – 2005 година са 840 милиарда йени.
През 2008 г. се обединява се с Kenwood Corporation, за да формира JVCKENWOOD Corp. Към 2017 г. повече от половината от приходите на обединената компания идват от автомобилна електроника, броят на служителите е 17,8 хиляди души.

## История
Компанията, наречена Victor Company of Japan (по-късно съкратено до JVC), е основана през 1927 г. и първоначално е японското подразделение на американската Victor Talking Machine Company. Първите продукти на JVC са радиокомпоненти и електроннолъчеви тръби.
Компанията се управлява от американския мениджър Бен Гарднър, продуктите се изнасят в САЩ, което е от полза както за американците, които по този начин намаляват разходите си, така и за японската страна, която успява да предложи на служителите си доста високи заплати, което довежда до създаването на екип от най-квалифицирани специалисти.
През 1930 г. започва производството на грамофони и грамофонни плочи в производствена база, построена в Йокохама. Продуктите са търсени, и компанията, реализирайки значителни печалби, се разраства бързо. През 1932 г. стартира първото производство на радиоприемници, а към 1937 г. е завършено създаването на собствен модел суперхетеродинен радиоприемник. Компанията провежда обширни изследвания в областта на радиото и телекомуникациите, което ѝ позволява да създаде първия модел телевизор към 1939 г.
В началото на Втората световна война търсенето на радиоапаратурата на компанията се увеличава, но към края на войната, поради тежкото положение на страната, то напълно изчезва. След войната към компанията се присъединява д-р Кенджиро Такаянаги, който през 1926 г. е първият в света, който получава изображение с помощта на електроннолъчева тръба. JVC преминава през много трудни времена, но успява по-бързо от много други компании да се върне към финансовото здраве, като започва производството на дългосвирещи плочи през 1953 г. и пуска първия си масово произвеждан телевизор на японския пазар. През 1957 г. JVC пуска първата пълноценна стереосистема, а през 1959 г. – първият в света видеорекордер с две глави. По това време именно компанията придобива световна слава.
В началото на 60-те години Sony, JVC и Panasonic съвместно разработват формата U-Format за видеозапис. JVC произвежда графични еквалайзери от 1966 г., а през 1970 г. компанията разработва технология за четириканален запис CD-4.
През 1970 г. Videosphere на JVC, компактен телевизор с форма на космически шлем, е много търсен. През 1971 г. компанията пуска първия професионален видеорекордер, а през 1974 г. – първия в света преносим цветен видеорекордер. През 1976 г. JVC представя на японския пазар нов формат за видеокасети – VHS, с което започва форматна война с компанията Sony, която година по-рано представя собствена разработка – Betamax. Касетите Betamax са по-малки, осигуряват по-добро качество, но губят във времето за възпроизвеждане. И двете компании полагат много усилия, за да гарантират, че техният формат се поддържа от производителите. До 1984 г. Betamax се използва от дванадесет компании, а броят на потребителите на VHS достига четиридесет, след което Sony прекратява проекта си и започва да произвежда VHS видеорекордери.
През 1978 г. JVC пуска първия в света двоен касетен дек за компакт-касети, който е съвместим с лента от хромов диоксид тип II (type II), след което компанията създава първата в света преносима VHS система, система за мултиплексно телевизионно приемане, първият в света четириглав SP/EP VHS видеорекордер.
До 80-те години JVC се превръща в една от най-големите международни корпорации, произвеждащи аудио и видео оборудване, превръщайки се в известен производител на видеорекордери, стерео системи, телевизори, видео и аудио касети. През 1983 г. JVC започва да произвежда компактни видеокамери.
През 1987 г. JVC създава комплекс от изследователски лаборатории в град Курихара. Takuro Bojo става ръководител на компанията, под чието ръководство компанията започва да развива цифрови технологии за видео и аудио оборудване, включително за професионална употреба. По същото време започва производството на продукти за бита.
През 1990 г. компанията започва производството на CD+G караоке касетофони и започва разработването на цифровата аудио система S-VHS. През 1992 г. е пусната караоке системата Digital Vision. През 1993 г. са разработени ILA проектор и W-VHS записващ формат за HDTV.
Преди 2000 г. са разработени Dynamic Drum, Super VHS ET и Digital-S формат. През същия период JVC започна да проучва пазара на цифрова телевизия в Съединените щати и пуска цифров сателитен приемник с функция за запис на цифров поток.
В началото на XXI век, докато работи върху естествения звук на аудио системите, JVC е първият в света, който започва да произвежда мембрани (дифузьори) за високоговорители от дърво. Новата продуктова линия е наречена JVC Wood Cone и става широко известна. Един случаен съвет от японската кухня помогна за решаването на проблема с щамповането на такъв доста капризен материал като дървото: накисването му в саке.
През 2009 г. JVC е придобита от японската компания Kenwood, специализирана в производството на автомобилно аудио оборудване и радиостанции. През 2011 г. JVC и Kenwood сливат своите търговски операции и компанията става JVC KENWOOD Corporation.

## Спонсорство и обществени инициативи
JVC участва в международни масови мероприятия. В частност, компанията е организатор на известния фестивал за джазова музика JVC International Jazz Festival, а също е редовен спонсор на Световното първенство по футбол и на Лига Европа.
Компанията JVC е добре известна в Английската висша лига във връзка с това, че с 1981 до 1999 г. тя е генерален спонсор на футболния клуб „Арсенал“. Това 18-годишно спонсорско сътрудничество е най-продължителното във футболния свят.
През 2006 г. компанията JVC спонсорира пилота от Формула-1 Кристиан Алберс.

## Дъщерни компании
- JVC America Inc.
- JVC Americas Corp
- JVC Canada Inc.
- JVC Asia
- JVC Australia
- JVC Europe
- JVC China
- JVC Middle-East
- JVC Latin America, S. A.'
- JVC do Brasil Ltda.
- JVC International
- Victor Entertainment